# Ilja Leonard Pfeijffer
Ilja Leonard Pfeijffer (Rijswijk (ZH), 17 januari 1968) is een Nederlands dichter, classicus en schrijver. Op 13 mei 2014 won hij de Libris Literatuurprijs voor zijn roman La Superba en hij werd genomineerd voor de Libris Literatuurprijs 2019 met zijn roman Grand Hotel Europa. Pfeijffer woont in Genua.

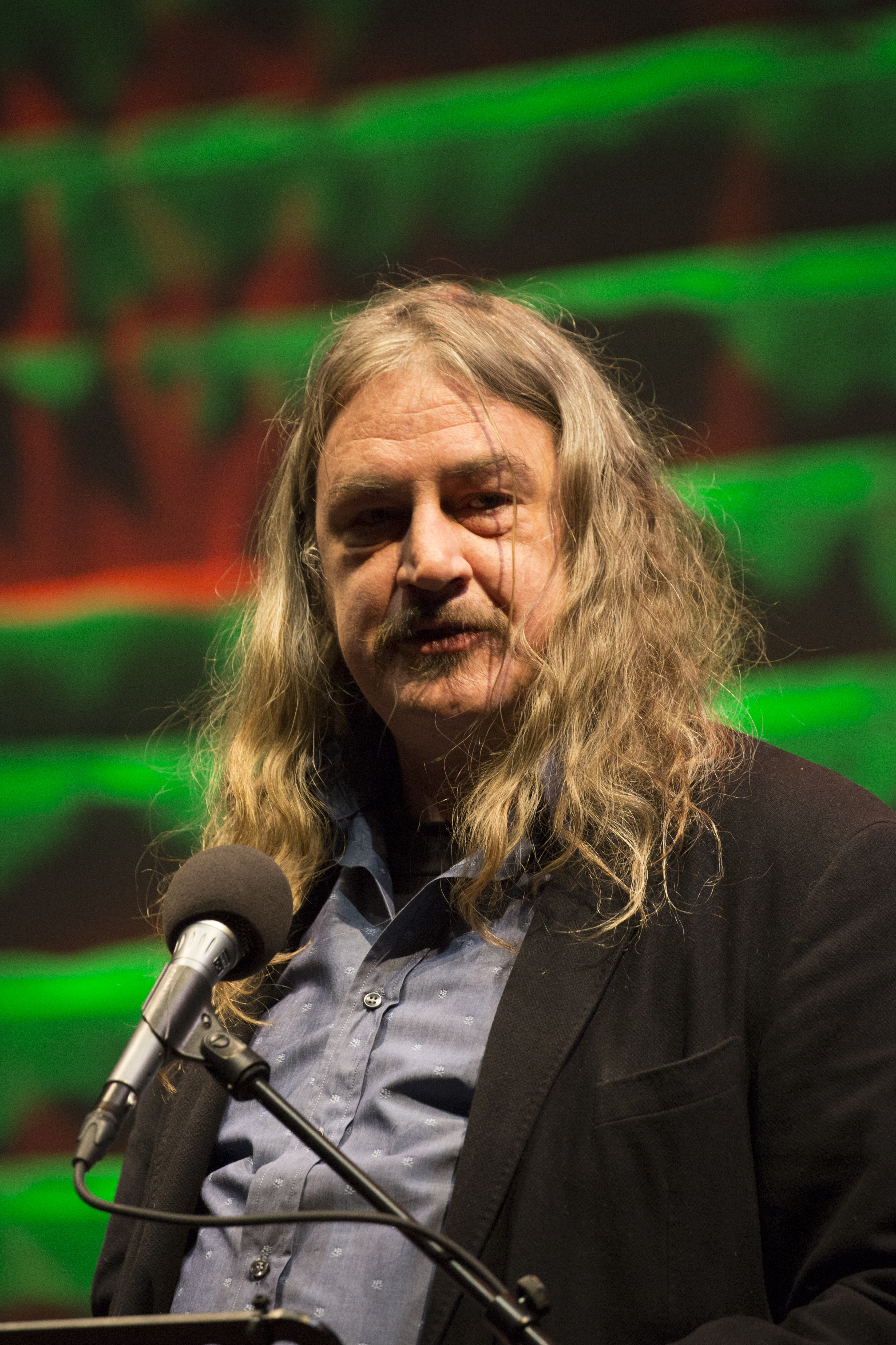
Pfeijffer bij de uitreiking van de Jan Campert-prijs 2015

## Levensloop
Pfeijffer, zoon van een leraar Nederlands en een remedial teacher, doorliep het gymnasium aan het Sint Maartenscollege in Voorburg. Daarna volgde hij een studie klassieke talen (Grieks en Latijn) aan de Rijksuniversiteit in Leiden en promoveerde in 1996 bij Chris Sicking. Hij was van 1992 tot 2004 werkzaam als classicus, c.q. graecus aan de Universiteit Leiden. Hij is gespecialiseerd in het werk van de klassieke dichter Pindarus.
In 1998 won hij de C. Buddingh'-prijs voor zijn dichtbundel Van de vierkante man. Voor de Boekenweek 2000 stelde hij de bundel De Antieken: Een korte literatuurgeschiedenis samen. Vanaf 2003 wijdde hij zich geheel aan het schrijven. In 2014 kreeg hij de Libris Literatuurprijs voor zijn roman La Superba (2013), terwijl zijn poëziebundel Idyllen in 2015 werd onderscheiden met de Jan Campert-prijs en de Awater Poëzieprijs.
In 2015 was Pfeijffer de auteur van het Poëziegeschenk, en in het voorjaar toerde hij door Nederland en Vlaanderen met Tommy Wieringa, Dimitri Verhulst, Gustaaf Peek en Thé Lau, met het theaterprogramma The Pursuit of Happiness. In 2010 schreef hij een aantal liedteksten voor de theatertour Durf Jij? van Ellen ten Damme.
In 2018, toen Leeuwarden Culturele Hoofdstad van Europa was, werd een hardstenen poëzietableau van 100 bij 120 centimeter met Pfeijffers gedicht 'Hoofdstad' onthuld. Dat ligt voor de ingang van de bibliotheek in de Blokhuispoort. Pfeiffer zelf onthulde dit 50e poëzietableau in de Poëzieroute Leeuwarden.
Sinds 2019 schrijft hij een wekelijkse column op de website van HP/De Tijd.
In september 2021 maakte de CPNB bekend dat Pfeijffer het boekenweekgeschenk voor de Boekenweek van 2022 zou gaan schrijven De titel van dit boek werd Monterosso mon amour.

## Plagiaat
Pfeijffer is bij het uitkomen van zijn debuutroman Rupert beschuldigd geweest van plagiaat. In het bijzonder komen er in de roman meerdere passages voor die rechtstreekse vertalingen zijn van T.S. Eliot's The Waste Land, zonder dat er ergens vermelding wordt gemaakt van dit feit. Hierop gewezen verweerde Pfeijffer zich dat het hier zou gaan om "intertekstualiteit" en noemde dit "een heel normaal literair procédé".  

## Genua
In de zomer van 2008 ging hij samen met zijn toenmalige Russische vriendin, fotografe Gelya Bogatishcheva, op een tweedehands fiets onvoorbereid vanuit Leiden naar Rome. Na een tocht van 2600 km belandden zij in Genua, waar het hen zodanig beviel, dat zij, nadat zij de rit naar Rome volbracht hadden, naar deze stad terugkeerden om er een paar maanden te blijven. Zijn vriendin keerde terug naar haar woonplaats Amsterdam, terwijl hij bleef. Het verslag van deze reis vervatte hij in het boek De filosofie van de Heuvel - Op de fiets naar Rome en niet terug met foto's van Gelya. In Genua ontstond in 2013 zijn roman La Superba, een ode aan de stad Genua.
Zijn leven, dat naar eigen zeggen gekenmerkt werd door het gebruik van alcohol, wat zijn imago, reputatie en zelfbeeld bepaalde, veranderde drastisch toen hij zijn Italiaanse buurvrouw Stella Seitun leerde kennen, en met wie hij nu samenleeft. Grand Hotel Europa werd benoemd tot Roman van het Jaar 2018 en was opgedragen aan Stella.
In augustus 2020 werd Pfeijffer uitgebreid geïnterviewd in het tv-programma Zomergasten. Hij vertelde onder meer in 2015 te zijn gestopt met het drinken van alcohol, waarvoor hij zich in eerste instantie schaamde en waardoor hij lange tijd niet wist hoe hij zichzelf moest 'spelen'.
Op 28 maart 2024 werd Pfeijffer benoemd tot lid van de Akademie van Kunsten.

## Trivia
- Pfeijffer trad in 2006 op als trouwambtenaar bij het huwelijk van Katja Schuurman en Thijs Römer in de Franse plaats Valéry.
- Hij is beoefenaar van de Japanse krijgssport Aikido.
- Hij verzon in zijn jeugd zijn eigen land, Mokanië, en werkte jarenlang aan de bouw van een bijbehorende (plan)taal, het Mokaans[8]. Pfeijffer verzon een hele grammatica en woordenschat, en schreef zijn dagboek in deze taal. Tijdens Zomergasten bracht hij de door hemzelf ontworpen taal ten gehore[6].

## Werken

### Poëzie
- Van de vierkante man (1998)
- Het glimpen van de welkwiek (2001)
- Dolores (2002)
- In de naam van de hond (2005)
- De man van vele manieren. Verzamelde gedichten 1998-2008 (2008)
- Idyllen (2015)
- Giro Giro Tondo, een obsessie (2015, Poëziegeschenk voor de Poëzieweek, CPNB)
- Van oorlog en liefde: een heldendicht (2017, Poëziegeschenk voor Bookstoreday)
- Sonnetten 2018 (2019)
- Sonnetten 2019 (2020)

### Proza
- Rupert: een bekentenis (2002, roman), bekroond met de Seghers Literatuurprijs en de Anton Wachterprijs
- Het geheim van het vermoorde geneuzel: een poëtica (2003, essays)
- Het grote baggerboek (2004, roman), genomineerd voor de Gouden Doerian, bekroond met de Tzumprijs voor de beste literaire zin 2005
- Het ware leven. Een roman (2006, roman)
- Second Life. Verhalen en reportages uit een tweede leven (2007, essays)
- De filosofie van de heuvel. Op de fiets naar Rome (2009; reisverslag, met foto's van Gelya Bogatishcheva)
- Harde feiten. 100 romans. (2010, korte verhalen)
- De Griekse mythen (2010)
- Het ministerie van Specifieke Zaken (2011, bundeling politieke columns uit NRC Next)
- Hoe word ik een beroemd schrijver? (2012)
- La Superba (2013, roman), in 2014 bekroond met de Tzumprijs voor de beste literaire zin uit 2013 en met de Libris Literatuur Prijs
- Gelukszoekers (2015, non-fictie), bekroond met de E. du Perronprijs
- Minister Kwist. Een reconstructie van de val van de minst bekende bewindspersoon van het eerste kabinet Rutte (2015, feuilleton dat eerder in wekelijkse afleveringen is verschenen in HP/De Tijd)
- Brieven uit Genua (2016)
- Peachez, een romance (2017)
- Flitsfictie. Ultrakorte romans (2017, in de reeks Literaire Juweeltjes)
- Grand Hotel Europa (2018)
- Quarantaine. Dagboek in tijden van besmetting (2020)
- Monterosso mon amour (2022, boekenweekgeschenk)
- Alkibiades (2023)

### Toneel
- De eeuw van mijn dochter (2007)
- Malpensa (2008)
- Aaamaaaaateeemiii! (2009) (Houd van mij!)
- Blauwdruk voor een nog beter leven (2014), een bewerking van het stuk Design for Living van Noël Coward (1932)
- De Advocaat (2017)
- Achter het Huis (2017), bewerking van Het Achterhuis van Anne Frank
- Noem het maar liefde (2019)
- Peachez (2019)
- De Veelstemmige Man (2020, verzameld toneelwerk)
- De aanzegster (2020) door Zuidpool (B)

### Muziektheater
- Trapeze, op nieuwe muziek van verschillende Nederlandse componisten
- De Dichter, op bestaande muziek van Wolfgang Amadeus Mozart

### Wetenschap
- Three Aeginetan odes of Pindar: a commentary on Nemean V, Nemean III, & Pythian VIII (1996) (proefschrift Rijksuniversiteit Leiden)
- De Antieken. Een korte literatuurgeschiedenis (2000)

### Documentaire
- Second Life. Verhalen en reportages uit een tweede leven (2007)

### Bloemlezingen
- 500 gedichten die iedereen gelezen moet hebben (2008, samen met Gert Jan de Vries )
- Er is alles in de wereld / Lucebert (2009, keuze en inleiding door Ilja Leonard Pfeijffer )
- De Nederlandse poëzie van de twintigste en de eenentwintigste eeuw in 1000 en enige gedichten (2016, ISBN 9789044631975)

## Bestseller 60
| Boeken met noteringen in de Nederlandse Bestseller 60 | Jaar van verschijnen | Datum van binnenkomst | Hoogste positie | Aantal weken | Opmerkingen                                    |
| ----------------------------------------------------- | -------------------- | --------------------- | --------------- | ------------ | ---------------------------------------------- |
| De filosofie van de heuvel                            | 2009                 | 16-09-2009            | 58              | 1            |                                                |
| La Superba                                            | 2013                 | 22-05-2013            | 3               | 17           |                                                |
| Peachez, een romance                                  | 2017                 | 08-03-2017            | 15              | 5            |                                                |
| Grand Hotel Europa                                    | 2018                 | 19-12-2018            | 2               | 88           |                                                |
| La Superba                                            | 2019                 | 02-09-2020            | 56              | 2            | heruitgave van oorspronkelijke editie uit 2013 |
| Van de eerste tot de laatste liefde                   | 2022                 | 13-04-2022            | 38              | 2            |                                                |
| Alkibiades                                            | 2023                 | 31-05-2023            | 2               | 26           |                                                |

## Prijzen
- 1999: C. Buddingh'-prijs voor Van de vierkante man
- 2002: Anton Wachterprijs voor Rupert
- 2003: Seghers Literatuurprijs voor Rupert
- 2005: Tzumprijs voor de beste literaire zin over 2004
- 2014: Tzumprijs voor de beste literaire zin over 2013
- 2014: Libris Literatuur Prijs voor La Superba
- 2015: De Inktaap (literaire jongerenprijs) voor La Superba
- 2015: Jan Campert-prijs voor Idyllen
- 2015: E. du Perronprijs voor Gelukszoekers en Idyllen en de columns in nrc.next
- 2015: Awater Poëzieprijs voor Idyllen
- 2016: VSB Poëzieprijs voor Idyllen
- 2016: Prozaprijs van de Koninklijke Academie voor Nederlandse Taal- en Letterkunde voor La Superba
- 2017: Taalunie Toneelschrijfprijs voor De advocaat
- 2024: De Boon voor Alkibiades

## Nominaties
- 1999: VSB Poëzieprijs voor Van de vierkante man
- 2000: Paul Snoekprijs voor Van de vierkante man
- 2003: Longlist Libris Literatuurprijs voor Rupert
- 2003: J.C. Bloem-poëzieprijs voor Het glimpen van de welkwiek
- 2003: Hugues C. Pernath-prijs voor Het glimpen van de welkwiek
- 2003: ANV Debutantenprijs voor Rupert
- 2004: Longlist Libris Literatuurprijs voor Het grote baggerboek
- 2004: Shortlist Gouden Uil voor Het grote baggerboek
- 2004: Shortlist AKO Literatuurprijs voor Het grote baggerboek
- 2013: Shortlist AKO Literatuurprijs voor La Superba
- 2013: Shortlist Gouden Uil voor La Superba
- 2018: Shortlist Libris Literatuurprijs voor Peachez, een romance
- 2019: Shortlist Libris Literatuurprijs voor Grand Hotel Europa
- 2019: Shortlist NS Publieksprijs voor Grand Hotel Europa

## Citaat
Gebrek aan zelfvertrouwen is een karakterfout die ik niet bezit
— Vrij Nederland, 16-2-2002

Ik heb geleerd dat vrijheid alleen vrijheid kan zijn als je bij alles wat je doet als eerste gedachte aan de ander denkt.
— Zomergasten, 23-8-2020